# Wojownicze żółwie ninja: Wyjście z cienia
Wojownicze żółwie ninja: Wyjście z cienia (ang. Teenage Mutant Ninja Turtles 2) – amerykański film akcji w reżyserii Dave'a Greena, kontynuacja filmu Wojownicze żółwie ninja. Film zrealizowany w koprodukcji z Hongkongiem, Chinami oraz Kanadą.

## Obsada
| Rola | Aktor                                     | Polski dubbing           |
| --- | ----------------------------------------- | ------------------------ |
| Leonardo | Pete Ploszek                              | Piotr Bajtlik            |
| Raphael | Alan Ritchson                             | Paweł Ciołkosz           |
| Michelangelo | Noel Fisher                               | Bartosz Wesołowski       |
| Donatello | Jeremy Howard                             | Józef Pawłowski          |
| April O’Neil | Megan Fox                                 | Marta Dobecka            |
| Splinter | Peter D. Badalamenti Tony Shalhoub (głos) | Marek Frąckowiak         |
| Vernon Fenwick | Will Arnett                               | Krzysztof Banaszyk       |
| Casey Jones | Stephen Amell                             | Tomasz Błasiak           |
| Kraang | Brad Garrett                              | Andrzej Blumenfeld       |
| Shredder | Brian Tee                                 | Robert Jarociński        |
| Baxter Stockman | Tyler Perry                               | Jakub Wieczorek          |
| Bebop | Gary Anthony Williams                     | Jacek Lenartowicz        |
| Rocksteady | Sheamus                                   | Michał Piela             |
| Rebecca Vincent | Laura Linney                              | Katarzyna Tatarak        |
| Karai | Brittany Ishibashi                        | Monika Węgiel-Jarocińska |
| Wersja polska: Start International Polska Reżyseria: Grzegorz Drojewski Dialogi: Marcin Bartkiewicz Dźwięk i montaż: Janusz Tokarzewski Kierownictwo produkcji: Anna Krajewska W pozostałych rolach: Jan Aleksandrowicz-Krasko, Karolina Bacia, Piotr Bąk, Tomasz Borkowski, Zbigniew Dziduch, Michał Mikołajczak, Ewa Prus, Mateusz Rusin, Milena Suszyńska, Jakub Szydłowski, Tomasz Traczyński, Marta Wągrocka, Anna Wodzyńska |                                           |                          |